# 박정훈 (1961년)
박정훈(1961년 1월 6일 ~ )은 대한민국의 TV 프로듀서이며, 현재 TY 홀딩스 미디어부문 사장 (스튜디오S, 스튜디오프리즘 이사회 의장)이다.

## 작품

### 연출
지상파 민영 상업 방송사인 SBS는 2000년에 새 밀레니엄과 창사 10주년을 맞이하면서 '생명 그리고 문명의 씨앗'(인본주의)을 새로운 기업 정신으로 삼았는데, 박정훈 PD는 SBS의 인본주의 정신에 맞게 생명과 환경 문제를 다룬 다수의 다큐멘터리 프로그램을 연출했다.
- 다큐멘터리 《육체와의 전쟁》
- 밀레니엄 신년특집 다큐멘터리 생명의 기적
- 2002년 신년특집 다큐멘터리 《잘먹고 잘사는 법》[1]
- 2004년 신년특집 다큐멘터리 《환경의 역습》

## 경력
- 1986년 11월 MBC 교양제작국 교양PD
- 1991년 4월 SBS TV제작국 기획특집부 경력 PD
- 2004년 2월 SBS 제작본부 시사 교양2CP
- 2005년 2월 SBS 편성본부 편성기획팀장
- 2007년 2월 SBS 편성본부 부국장급
- 2008년 2월 SBS 제작본부 부국장급 예능총괄
- 2010년 1월 SBS 편성본부 편성실장
- 2011년 1월 SBS 편성실장/이사대우
- 2011년 4월 SBS 제작본부장/이사
- 2013년 6월 SBS 드라마본부장/이사
- 2014년 11월 SBS 제작본부장/상무이사
- 2015년 11월 SBS 공동대표이사 부사장/제작대표이사
- 2016년 12월 8일 ~ 2023년 11월 30일 SBS 대표이사 사장(9대)
- 2018년 8월 한국방송협회 회장(23대)
- 2020년 8월 한국방송협회 부회장
- 사단법인 서울드라마어워즈 조직위원회 이사
- 2023년 9월 12일 ~ 11월 12일 한국방송협회 회장(직무대행)
- 2023년 12월 1일 ~ 2024년 6월 30일 TY 홀딩스 미디어부문 사장 (스튜디오S, 스튜디오프리즘 이사회 의장)
- 2024년 7월 1일 ~ 현재 스튜디오S 스튜디오 부문 대표이사 사장 겸 스튜디오프리즘 제작 부문 대표

### 학력
- 신일고등학교 졸업(1979년)
- 고려대학교 영어영문학과 학사(1983년)
- 오스트레일리아 시드니 대학교 대학원 언론학 석사(1998년)

## 저서

### 수필(에세이)
- 《잘먹고 잘사는 법》(2002년 8월 31일)